# Автоматическая межпланетная станция
Автоматическая межпланетная станция (АМС) — беспилотный космический аппарат, предназначенный для полёта в межпланетном космическом пространстве (не по геоцентрической орбите) с выполнением задач по исследованию объектов Солнечной системы и космического пространства. Космические обсерватории (телескопы), выведенные за пределы геоцентрической орбиты, но предназначенные главным образом для исследований за пределами Солнечной системы, к АМС не относятся.
В то время как государств, имеющих околоземные спутники, много десятков, сложные технологии межпланетных станций освоили немногие: СССР (и его наследник Россия), США, члены ЕКА (22 страны Европы), Япония, Индия, Китай, Южная Корея и ОАЭ (помимо этого, миссию к Луне отправлял Израиль, но она окончилась неудачей). Целями большинства миссий являются Луна, Марс, Венера и околоземные астероиды, а во внешнюю Солнечную систему (то есть за главный пояс астероидов) миссии отправляли только США и ЕКА.
В настоящее время действуют более 20 миссий.

## Задачи
АМС обычно предназначается для выполнения комплекса задач, начиная научно-исследовательскими проектами и заканчивая политическими демонстрациями. Типичными объектами для исследовательских задач являются другие планеты, карликовые планеты, их естественные спутники, кометы, астероиды, а также Солнце и космическое пространство. При этом обычно производится фотографирование, сканирование рельефа; измеряются текущие параметры магнитного поля, радиации, температуры; химический состав атмосферы другой планеты, грунта и космического пространства вблизи планеты; проверяются сейсмические характеристики планеты.

## Связь
Накопленные измерения периодически передаются на Землю с помощью радиосвязи. Большинство АМС имеют двунаправленную радиосвязь с Землёй, что даёт возможность использовать их как дистанционно управляемые приборы. В данный момент в качестве канала для передачи данных используют частоты в радиодиапазоне. Исследуются перспективы применения лазеров для межпланетной связи. Большие расстояния создают существенные задержки при обмене данными, поэтому степень автоматизации АМС стремятся максимально увеличить. Современные АМС обладают большой степенью автономности и используют бортовые компьютеры для самостоятельной работы в течение продолжительных промежутков времени.

## Конструкция
АМС могут обладать различной конструкцией, но обычно они имеют множество схожих особенностей.
Источниками электроэнергии на борту АМС в настоящее время являются солнечные батареи (в большинстве случаев) или радиоизотопные термоэлектрические генераторы. Радиоизотопные генераторы используются в тех случаях, когда АМС должна действовать на значительном удалении от Солнца, где использование солнечных батарей неэффективно. Запас электроэнергии на случай возможных перебоев обеспечивает специальная аккумуляторная батарея. В приборном отсеке поддерживается температура, достаточная для нормального функционирования всех находящихся там устройств. Бортовая астроинерциальная навигационная система состоит из инерциальных датчиков, астрокорректора (устройства сбора и предварительной обработки астрономической информации); совместно с наземными службами она определяет угловую ориентацию в пространстве и координаты. Для управления ориентацией в пространстве АМС использует гиродины, корректирующие ракетные двигатели. Для ускорения или торможения во время полёта, а также для коррекций траектории используются ракетные двигатели, а в последнее время — электрические ракетные двигатели.
Для радиосвязи используются преимущественно параболические и фазированные антенны, работающие на гигагерцовых частотах. Крупные АМС зачастую имеют разделяющуюся конструкцию. Например, по прибытии к планете назначения от АМС может отделяться спускаемый аппарат, который обеспечивает мягкую посадку неподвижной планетарной станции или планетохода либо обеспечивает размещение в атмосфере аэростата с научной аппаратурой, а оставшаяся на орбите спутника планеты часть АМС (орбитальная станция) может выполнять функции радиоретранслятора.

## История
Первой автоматической межпланетной станцией была «Луна-1», пролетевшая вблизи Луны (январь 1959). 
Наиболее успешными АМС являются аппараты серий «Вояджер», «Венера», «Луна», «Маринер», «Пионер», «Викинг», «Вега», «Чанъэ», а также аппараты «Галилео», «Кассини», «Новые горизонты».
Рекорд по длительности работы демонстрируют два аппарата «Вояджер», запущенные в 1977 году.
Новым этапом в развитии АМС является применение ионных и плазменных электроракетных двигателей. Пример тому — миссия Dawn, исследующая пояс астероидов.
- Автоматические межпланетные станции
- «Маринер-9»
- «Вояджер-2» в космосе (рисунок)
- «Кассини-Гюйгенс» выходит на орбиту Сатурна (рисунок)
- «Дип Импакт» у кометы Темпеля (рисунок)
- «Розетта» и «Филы» у кометы Чурюмова — Герасименко (рисунок)
- «Новые горизонты» в системе Плутон—Харон (рисунок)
- «Юнона» на орбите Юпитера (рисунок)

## Траектории межпланетных перелётов
После того, как зонд покинул окрестности Земли, его траектория примет вид орбиты вокруг Солнца, близкой к орбите Земли. Добираться до другой планеты с энергетической точки зрения целесообразнее по эллиптической гомановской траектории, причём наибольшей экономии топлива позволяет достичь метод так называемой «гравитационной пращи» — дополнительного разгона КА в гравитационном поле промежуточных на маршруте планет. Это позволяет взять на борт меньше топлива, а значит, больше оборудования, однако такой манёвр доступен далеко не всегда.
Для высокоточных измерений с Земли траектории автоматической межпланетной станции используют несколько наземных станций и метод радиоинтерферометрии со сверхдлинной базой. Кроме того, используется радиоизлучение близкого к направлению на АМС квазара, поскольку квазары, ввиду большой удалённости, в отличие от звёзд, выглядят практически неподвижными. Например, для определения параметров траектории АМС «Экзомарс-2016» использовалось радиоизлучение квазара P1514-24.